# Johanne (Schiff, 1854)

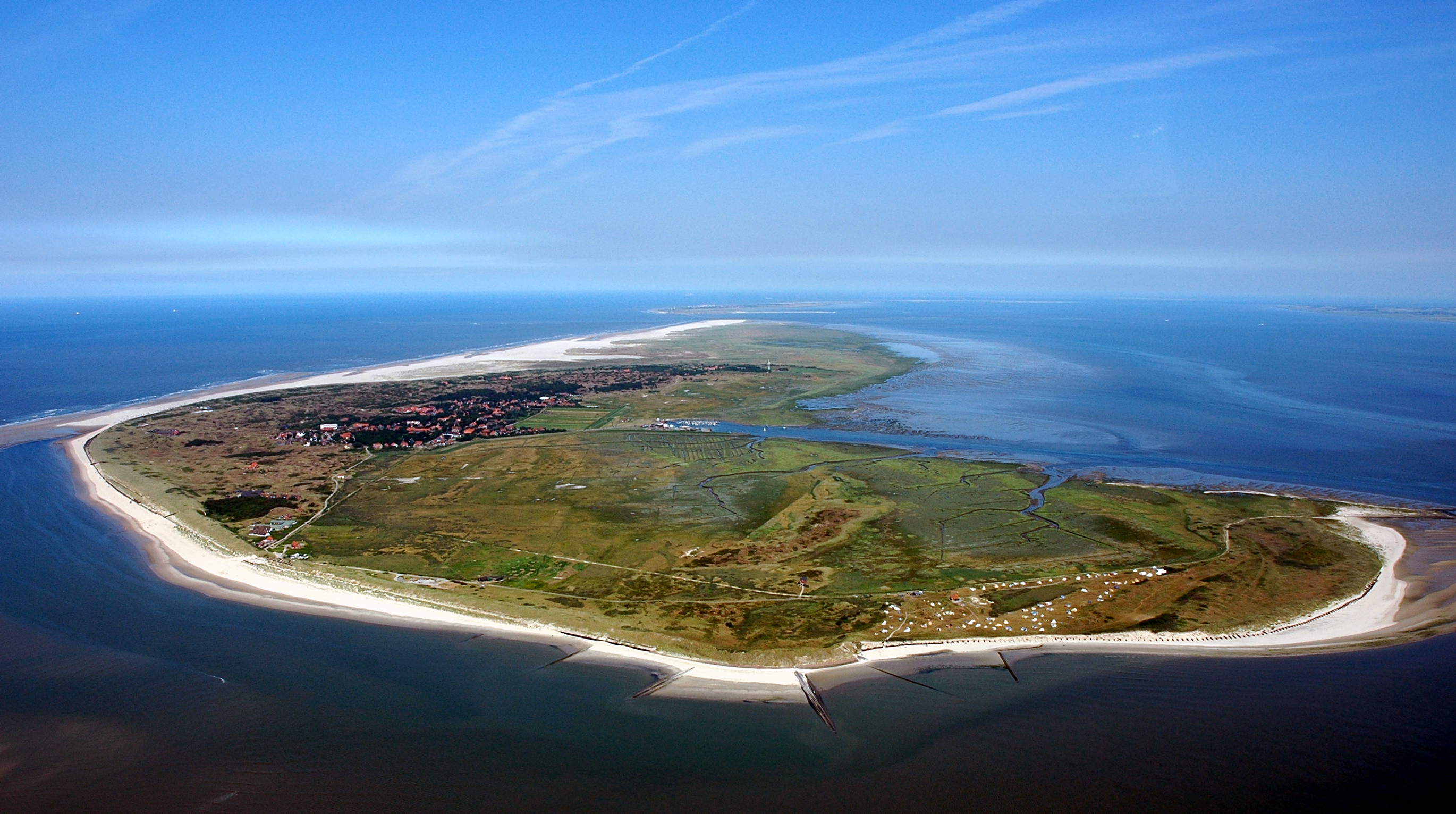
Insel Spiekeroog aus der Luft

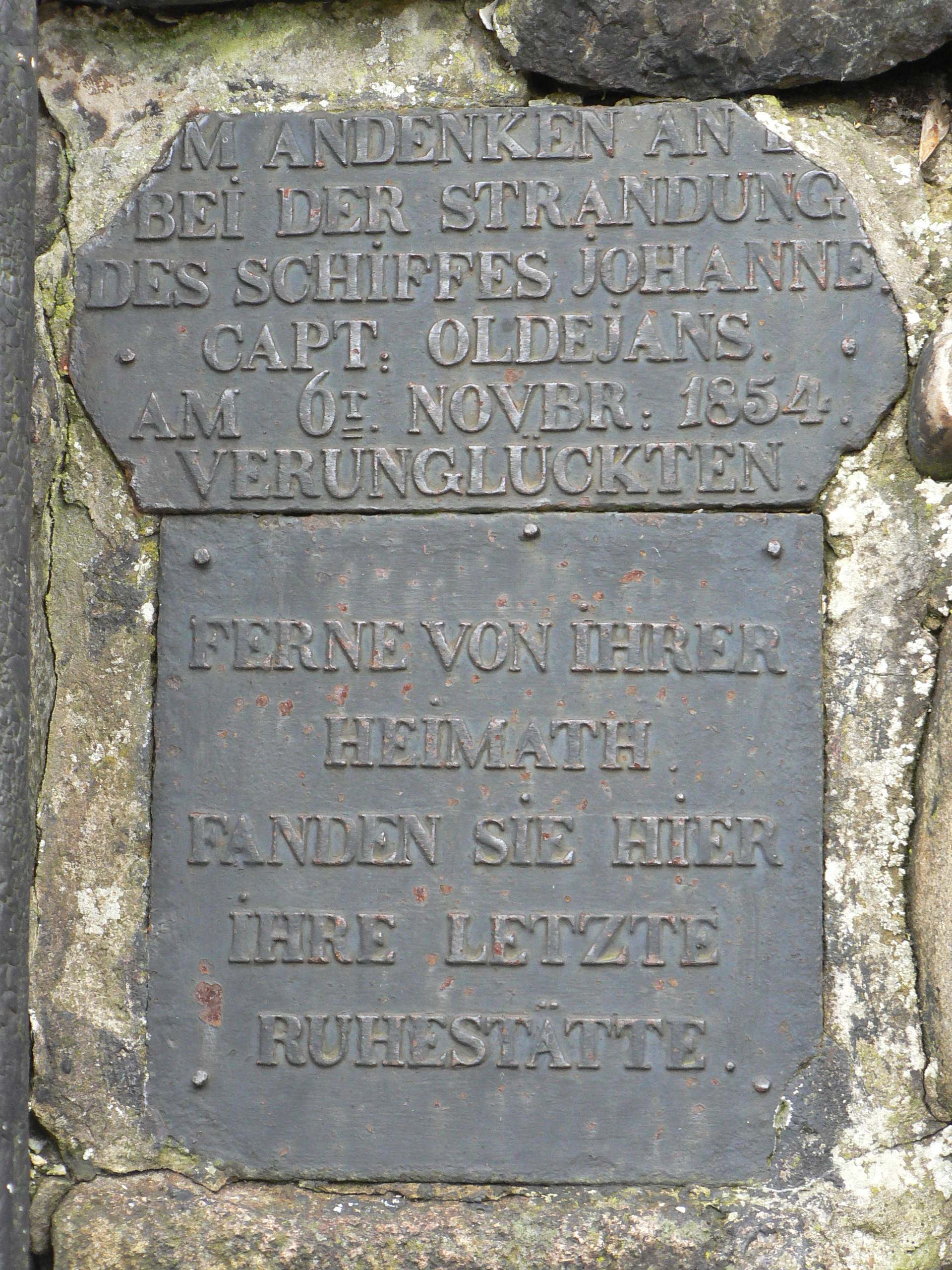
Drinkeldodenkarkhof: Gedenktafel

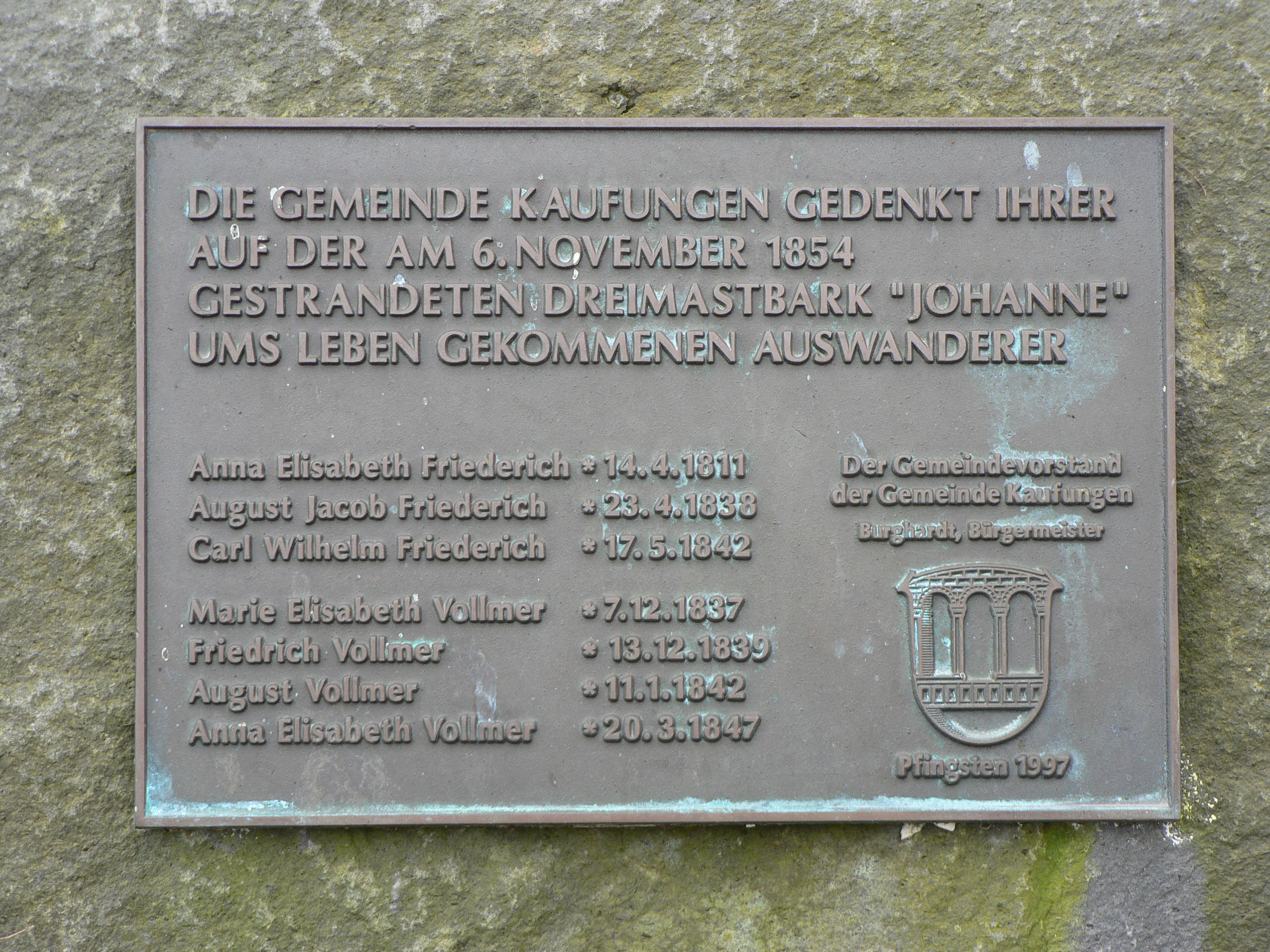
Drinkeldodenkarkhof: Gedenktafel

Die Johanne war eine hölzerne Bark von ca. 30 m Länge und ca. 5,5 m Breite, die bereits auf ihrer Jungfernfahrt am 6. November 1854 vor der ostfriesischen Insel Spiekeroog mit 216 Auswanderern an Bord strandete und sank. Das Unglück war einer der Auslöser für die Gründung von Seenotrettungsstationen an der deutschen Küste, die schließlich zur Gründung der Deutschen Gesellschaft zur Rettung Schiffbrüchiger (DGzRS) führte.

## Das Schiff
Die Johanne wurde auf einer Werft in Lienen, heute ein Stadtteil von Elsfleth, gebaut und am 21. Oktober 1854 in Dienst gestellt. 
Die erste Reise des Schiffes sollte von Bremen an der Weser aus nach New York gehen. 216 Auswanderer, davon 94 Männer, 77 Frauen, 32 Kinder unter 10 Jahren und 13 Säuglinge gingen als Passagiere am 29. und 30. Oktober an Bord. Außerdem befanden sich 15 Besatzungsmitglieder und der Kapitän an Bord. Die Reise begann am 2. November 1854.

## Der Untergang
Schlechtes Wetter behinderte die Fahrt des Schiffes. Die Passagiere an Bord hielten sich überwiegend bei relativer Enge, stickiger Luft und ohne Licht unter Deck auf. Kojen gab es nicht für alle Passagiere; Gepäck und Habseligkeiten der Passagiere waren ebenfalls in den Passagierdecks verstaut. In der Nacht vom 4. auf den 5. November entwickelte sich das schlechte Wetter zu einem heftigen Sturm. Beim Festmachen des Bramsegels ging ein Matrose über Bord, der nicht gerettet werden konnte. Schließlich verlor das Schiff am 5. November in drei Grundseen die Stagsegel. In der Folge strandete das Schiff drei Stunden vor Eintritt der Flut am 6. November vor Spiekeroog und kenterte dabei zur Seeseite. Masten und Takelage „kamen von oben“, teils auf Befehl des Kapitäns gekappt, um ein Kentern zu verhindern, teils durch die Brandung. Ein Mast zertrümmerte ein Deckshaus und verursachte die ersten Toten und Schwerverletzten. Weitere Passagiere wurden von der kochenden See über Bord gespült und ertranken im eisigen Wasser der Nordsee. Die Rettungsboote der Bark wurden zertrümmert und konnten nicht mehr zur Rettung der Passagiere und Besatzung eingesetzt werden. Die Bewohner der Insel Spiekeroog mussten dem Unglück hilflos zusehen, da sie kein geeignetes Rettungsboot zur Hand hatten. Erst bei Niedrigwasser konnten Schiffbrüchige gerettet werden. Die Insulaner fanden Leichen und zerschlagene Körperteile am Strand. Die Erretteten wurden liebevoll von den selbst armen Inselbewohnern aufgenommen und versorgt, bis sie am 14. November nach Bremerhaven abreisten, wo sie am 18. November eintrafen. Die meisten der Überlebenden reisten ärmer denn je wieder in ihre süddeutsche Heimat zurück, nur wenige versuchten später einen zweiten Anlauf. Durch das Unglück verloren 77 der Auswanderer ihr Leben, darunter 18 Männer, 34 Frauen, 18 Kinder unter 10 Jahren und 7 Säuglinge. Die Toten der Johanne wurden auf dem „Friedhof der Ertrunkenen“ („Drinkeldodenkarkhoff“) am heutigen Ostrand des Dorfes beigesetzt. Das Wrack versank allmählich im Mahlsand. Die geborgenen Teile der Ausrüstung wurden im Folgejahr verkauft. Die Schiffsglocke wird im Inselmuseum von Spiekeroog verwahrt.

„Vorgestern Morgen um 10 Uhr sahen wir von hier aus ein Barkschiff auf der benachbarten Insel Spiekeroog stranden, und nur zubald bestätigte sich unsere Befürchtung, daß es ein Auswandererschiff sei, welches, vom Sturm überfallen, im sinkenden Zustande zur Rettung der demselben anvertrauten Menschenzahl auf den Strand gesetzt werde. Leider geschah die Strandung drei Stunden vor dem Eintritt der Flut und das Schiff hatte, bevor die Ausschiffung möglich war, noch mindestens sechs Stunden den furchtbaren Anprall der rasenden Wogen auszuhalten, welcher Umstand Tod und Verderben über die unglücklichen Passagiere brachte. Durch die Bewegungen des Wassers beständig hin- und hergeworfen, arbeitete das Schiff lange gegen die Wucht der anhaltend auf dasselbe niederfallenden gewaltigen Wasserstürze der bergähnlich heranrollenden Wellen, bis es sich zuletzt ganz auf die Seite legte. Durch das Schwanken des Schiffes im Verein mit dem eindringenden Wasser wurden die beweglichen Gegenstände mit großer Gewalt hin- und hergeschleudert und viele Menschen dadurch getödtet. Die meisten der Verunglückten sollen jedoch bei dem Herausschlagen der Masten das Leben eingebüßt haben; denn Augenzeugen berichten, daß in dem Augenblick das Wasser rings um die Unglückkstätte vom Blut gefärbt gewesen sei. Diese Katastrophe, von deren Furchtbarkeit man eine Vorstellung durch die Thatsache gewinnt, daß überall neben den vollständigen Leichen auch Fragmente derselben gefunden werden, hat an 80 Personen das Leben gekostet. Fast noch trauriger als eine Uebersicht so vieler Leichen ist der Anblick der Lebenden in solchem Elende, daß die Todten dagegen beneidenswerth erscheinen. 138 Personen haben zwar das nackte Leben gerettet, doch theils sind sie schwer verwundet oder verletzt, theils ihrer Habe verlustig, theils beklagen sie den Tod ihrer Anverwandten oder sonst theurer Personen. Unter Andern sind von zwei Paar Verlobten beide Bräute umgekommen. Ein Mädchen, bis zur Unkenntlichkeit verletzt und momentan ihres Gesichts beraubt, forscht vergebens nach ihren Aeltern und Geschwistern. Ein Säugling wurde gesund und wohl gerettet, doch ach! die Mutter fehlt. Ein Knabe von etwa vier Jahren harrt seiner Mutter, an deren Seite er den vorausgereisten Vater in Amerika aufsuchen will. Eine Frauenleiche lag am Strande mit zerschmetterten Armen, vielleicht war sie eine dieser Mütter.“

## Folgen
Der Untergang der Johanne führte zu einem starken Presseecho. Forderungen nach der Einrichtung von Rettungsstationen wurden laut, die Erkenntnis nahm jedoch im Laufe der Zeit nach dem Unglück wieder ab. Nachdem dann aber am 10. September 1860 vor Borkum die hannoversche Brigg Alliance strandete und wiederum keine Möglichkeit zur Rettung der Schiffbrüchigen bestand, war die Empörung der Presse groß, da offenbar keine Lehren aus dem Untergang der Johanne gezogen worden waren.
In der Folge wurden die ersten Rettungsstationen an der deutschen Nordseeküste gegründet, zunächst 1861 der „Verein zur Rettung Schiffbrüchiger an der ostfriesischen Küste“ durch Georg Breusing in Emden. 1863 folgte dann der „Bremische Verein zur Rettung Schiffbrüchiger“ durch Adolph Bermpohl. Am 29. Mai 1865 schließlich, als es bereits mehrere Rettungsstationen gab, wurde in Kiel die „Deutsche Gesellschaft zur Rettung Schiffbrüchiger“ als nationale Organisation gegründet.